# Gutenswegen
Gutenswegen ist ein Ortsteil der Einheitsgemeinde Niedere Börde im Landkreis Börde in Sachsen-Anhalt.

## Geographie
Gutenswegen liegt etwa 15 Kilometer westlich von der Landeshauptstadt Magdeburg, in der Nähe des Mittellandkanals und etwa 70 Meter über Normalnull. Der Ortsteil hat rund 750 Einwohner. Gutenswegen liegt im Südwesten der Einheitsgemeinde Niedere Börde. Die Landschaft um Gutenswegen ist wenig bewaldet und besteht überwiegend aus hügligen Feldern. Dennoch gibt es im Süden der Ortschaft ein geschütztes „Laubmischwald-Quellgebiet“.
Der Ort wird durch den Übergang von der Hohen Börde zum Urstromtal der Elbe geprägt. Um Gutenswegen sind Höhenunterschiede von bis zu 70 Metern zu erkennen, innerhalb des Ortes sind auch große Höhenunterschiede zu sehen. Der Boden in dieser Region ist mit Bodenwertzahlen von bis zu 100 und einem pH-Wert bei etwa 7 sehr fruchtbar.
Im Uhrzeigersinn liegen um Gutenswegen die Orte:
- Norden: Vahldorf
- Osten: Groß Ammensleben, Klein Ammensleben
- Süden: Gersdorf, Hermsdorf, Groß Santersleben
- Westen: Ackendorf, Glüsig

## Geschichte

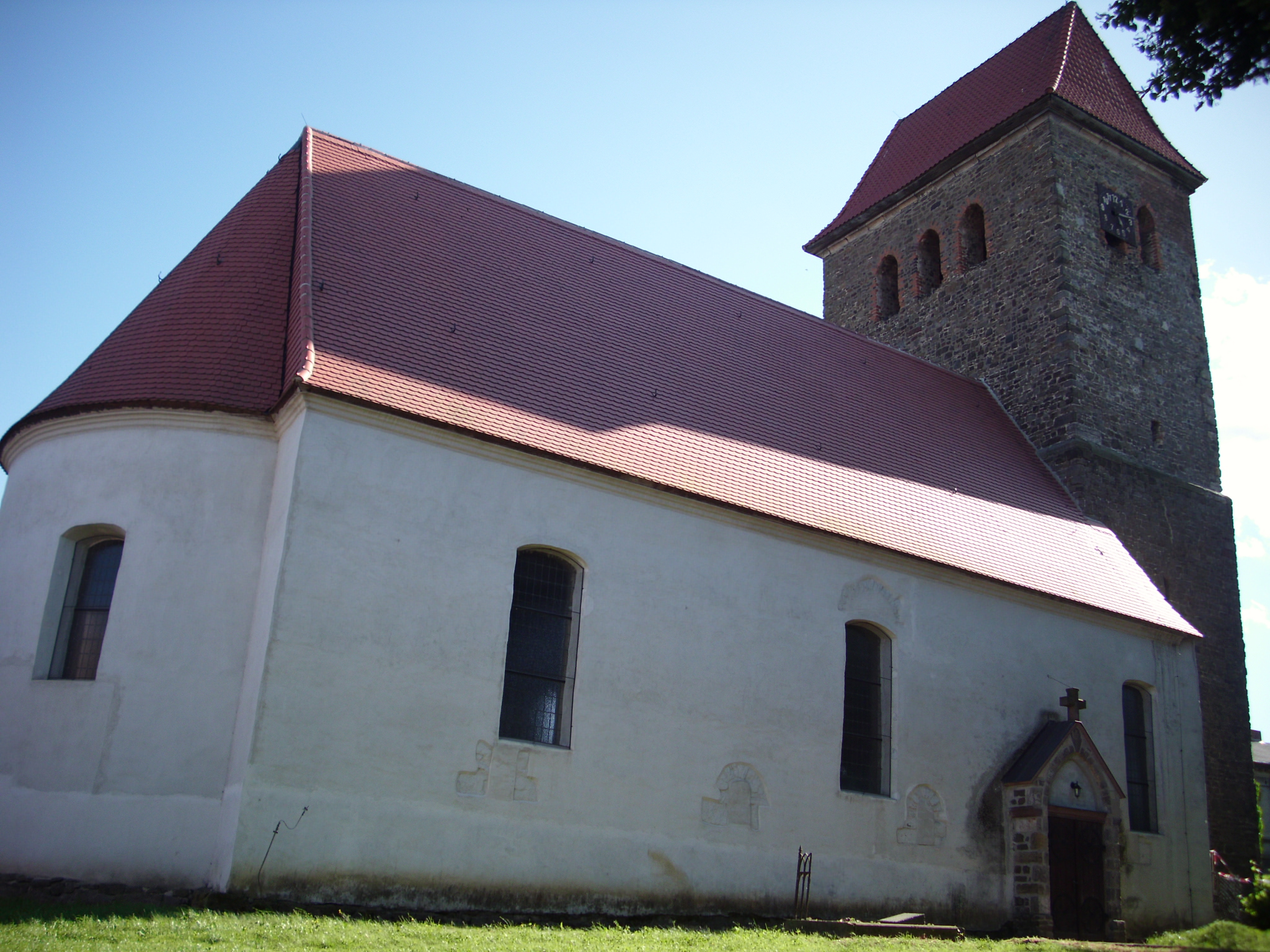
Dorfkirche St. Katharina

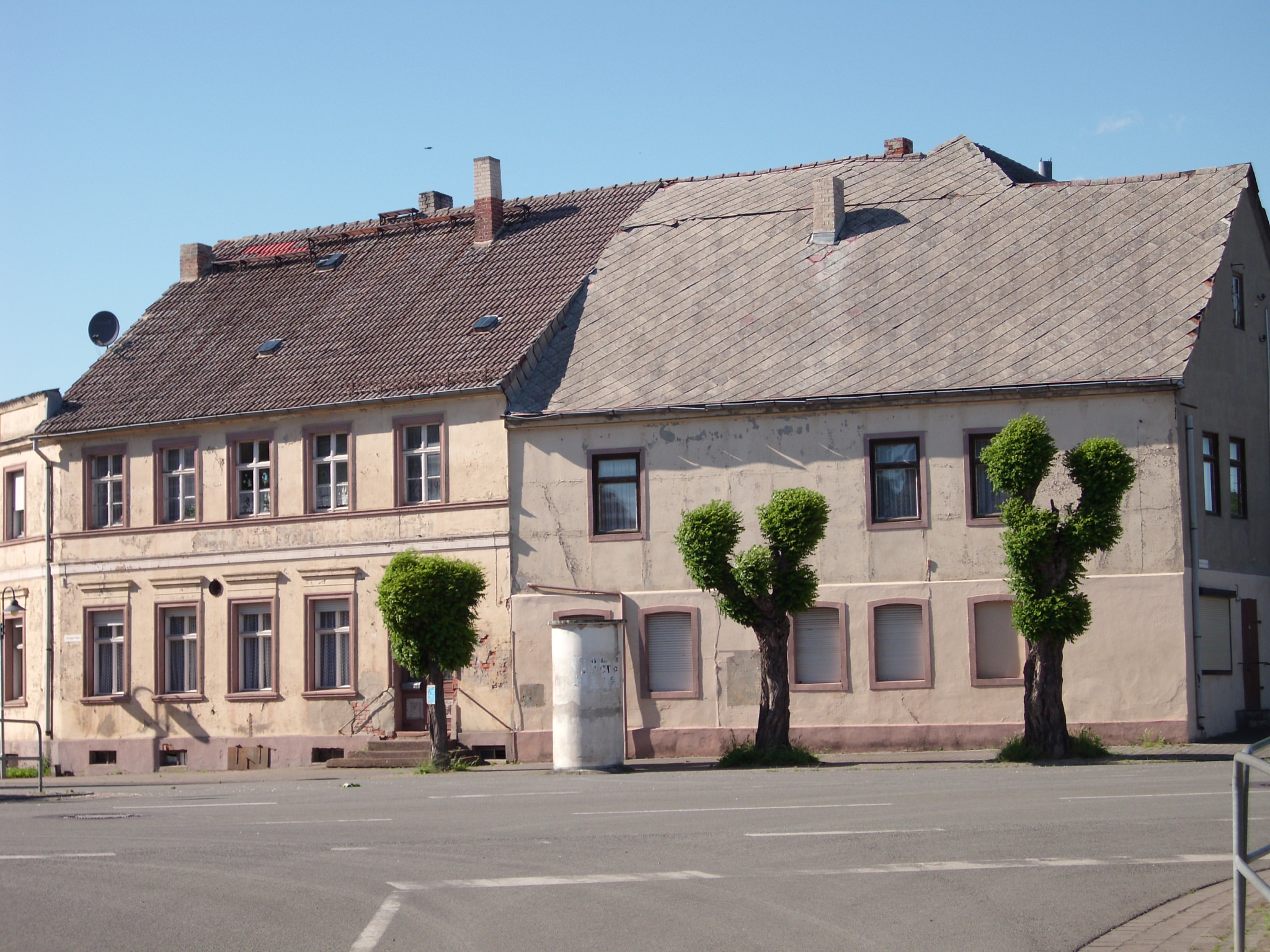
Ehemalige Gaststätte aus dem 19. Jahrhundert

Gutenswegen wurde urkundlich erstmals im Jahre 937 unter dem Namen Wuatanesweg erwähnt. 1937 fand eine Feier zum 1000-jähriges Bestehen statt. Der Ort ist die älteste Ansiedlung in der Umgebung. Das Dorf wurde von Kaiser Otto I. dem Moritzkloster zu Magdeburg geschenkt. König Heinrich II. setzte 1012 Gero aus dem Geschlecht der Grafen von Gutenswegen gegen den Willen des Domkapitels als Erzbischof ein. Später fiel die Herrschaft an die Grafen von Walbeck.
Die ältesten Höfe im Ort liegen nahe dem Kirchenberg. Erkenntnisse über die Besiedlungsgeschichte der Ortschaft gibt es nicht. Der obere Teil des Kirchenberges bildete zunächst eine Baubegrenzung, woraus sich der Name „Vor dem Tore“ bildete. Im östlichen Teil von Gutenswegen siedelten sich die ärmeren Bauern an, dem heutigen Hosenbein. Den Dreißigjährigen Krieg überstand der Ort relativ gut im Gegensatz zu anderen Orten. Doch 1689 und 1781 wurde Gutenswegen von zwei großen Bränden schwer zerstört. 1855 suchte die Cholera die Ortschaft heim.
1820 und 1836 wurden die Felder durch die Separation neu aufgeteilt. Es entstanden große Hofwirtschaften. Im 19. Jahrhundert setzte in Gutenswegen die Industrialisierung ein. Der Ort begann dadurch zu wachsen. Vom Kirchenberg aus gesehen wurde Gutenswegen nach Nordosten hin weiter bebaut. Nach 1855 wurden die ersten Häuser am Groß Ammensleber- und Vahldorfer Weg erbaut. Nach 1900 entstanden die ersten Häuser „Vor dem Tore“ und nach dem Ersten Weltkrieg begann die Bebauung am Ackendorfer Weg.
1936 trainierte die italienische Nationalmannschaft in Gutenswegen, vorwiegend in der Badeanstalt, für die Olympischen Spiele in Berlin.
Seit 1955 ist Gutenswegen Karnevalshochburg mit eigenem Rosenmontagsumzug im Raum des ehemaligen Ohrekreises und mit mehreren Hundert Besuchern jährlich weit über die Grenzen der Gemeinde hinaus bekannt.
1985–1988 konnte Gutenswegen an das zentrale Wasserversorgungsnetz angeschlossen werden. Nach der Wende musste die Landwirtschaft umstrukturiert werden. Die LPG Tierproduktion als größter Arbeitgeber im Ort wurde aufgelöst.
Gutenswegen wurde am 1. Januar 2004 durch den freiwilligen Zusammenschluss mit sieben weiteren Gemeinden in die neugebildete Einheitsgemeinde Niedere Börde eingegliedert. Davor gehörte sie der Verwaltungsgemeinschaft Niedere Börde an, die am 1. Januar 1994 gegründet und am 1. Januar 2004 aufgelöst wurde.

### Ortsname
Erwähnt wurde (nach landläufiger Meinung) 937 Gutenswegen erstmals unter dem Namen Wuatanesweg, doch er änderte oft seine Schreibweise. Nach allgemeiner Auffassung wissenschaftlicher Kreise ist Gutenswegen mit dem Ort (evtl. aus Urkunden "W, w" als "Uu bzw. uu" oder später "V" interpretiert) Uuuatanesuueg identisch, der in der am 21. September 937 in Magdeburg auf König Otto I. ausgestellten Urkunde erstmals genannt wird. Ab 941 hieß der Ort [W?]Vodeneswege, ab 973 [W?]Vodensweg, ab 1231 Wodensweg, ab 1300 Wodenswegen, ab 1382 hieß er Gudenswegen, im 15. Jahrhundert wird  von einem Schreiber "ein collegium in Gudonswege" vermerkt  und seit 1785 heißt er Gutenswegen. Der Name wird von Historikern und Namenforschern auf den höchsten germanischen Gott Wotan zurückgeführt. Sein Heiligtum soll bis zur Christianisierung in der Umgebung gelegen haben.

## Politik

### Ortsbürgermeister

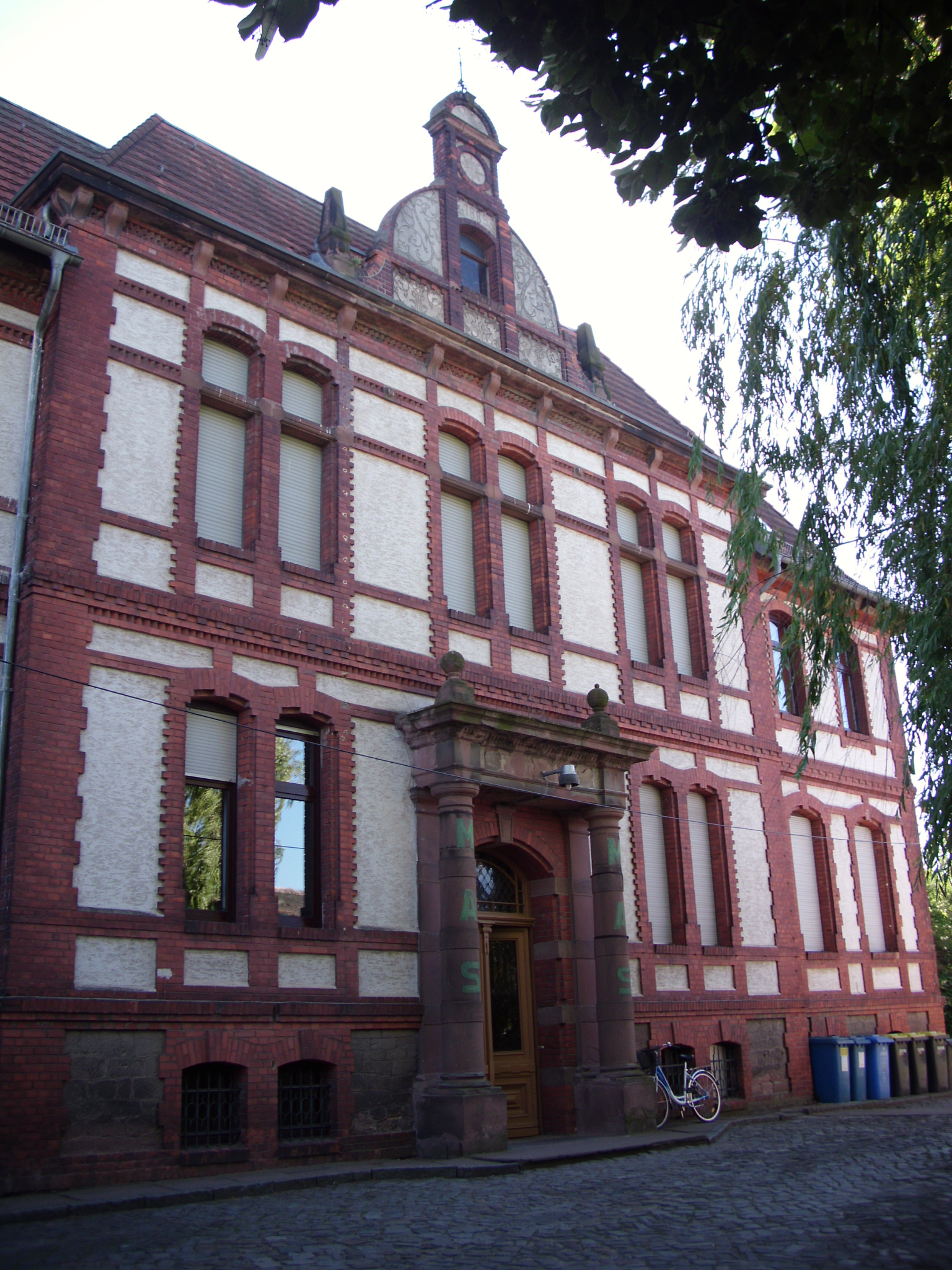
Gemeindehaus Gutenswegen mit Kita-Eingang (Villa Riecke)

Ortsbürgermeister des Ortes ist Andreas Leonhardt.

### Ortschaftsrat
Der Rat besteht aus 5 Ratsmitgliedern.
- CDU 3 Sitze
- Freie Wählergemeinschaft 2 Sitze

(Stand: Kommunalwahl vom 7. Juni 2009)

### Wappen
Das Wappen wurde am 19. Februar 1937 durch den Oberpräsidenten der Provinz Sachsen verliehen und am 25. März 1996 vom Regierungspräsidium Magdeburg bestätigt.
| Wappen von Gutenswegen | Blasonierung: „In Silber auf grünem bewurzeltem Baumstumpf mit zwei Ästen, die in rote, golden bespitzte und golden besamte Rosen endigen, ein aufhockender schwarzer goldbewehrter Rabe.“ |
| Wappen von Gutenswegen | Wappenbegründung: Der Name Gutenswegen, in mittelalterlicher Form Wodeneswege, geht auf Wodan zurück, dem der Rabe heilig ist. Der Baumstumpf mit Rosen ist dem Wappen des erloschenen Adelsgeschlechts von Wodenswegen entnommen, die einen solchen mit vier Rosen besetzt führten. Gutenswegen ist der namensgebende Stammsitz des Geschlechts gewesen. |

Das Wappen wurde von dem Magdeburger Staatsarchivrat Otto Korn gestaltet.

## Kultur und Sehenswürdigkeiten

### Freizeit und Sport

#### Vereine

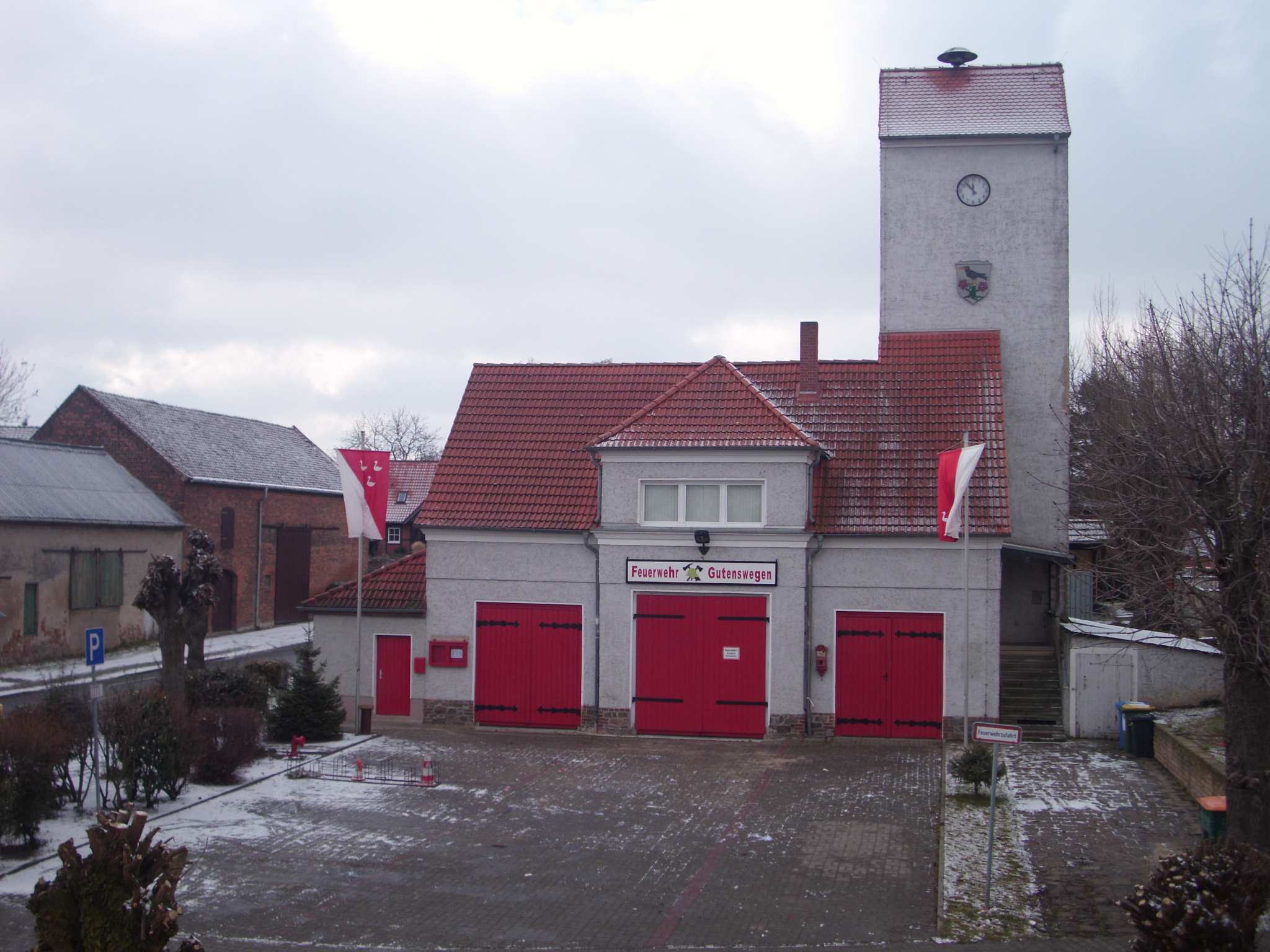
Feuerwehrhaus Gutenswegen

In Gutenswegen haben einige Vereine ihren Sitz. Unter anderem der Gauseberger Karnevalverein „Rot/Weiß“ Gutenswegen e. V., der Gesangsverein „Deutscher Sinn von 1862“, der Kultur- und Heimatverein, der Kleingartenverein, der Förderverein für die Kirche, der Ortschronist, der Sportverein, die Volkssolidarität und die Freiwillige Feuerwehr, welche in Gutenswegen schon 1892 gegründet wurde.

#### Freizeit
- Bolzplatz
- Spielplatz

#### Sport
- SV Gutenswegen/Klein Ammensleben (Fußball, Tischtennis, Volleyball)
- SV Kali Wolmirstedt (Leichtathletik)

### Regelmäßige Veranstaltungen
- Seit 1955 ist Gutenswegen die Karnevalshochburg im Raum des ehemaligen Ohrekreises. Am 11.11. um 11:11 Uhr beginnt die Karnevalssaison und geht mit einer Pause bis Ende Januar oder Anfang Februar weiter. Dort folgt der traditionelle Fackelumzug vom Gauseberg bis zum Dorfplatz und zurück. Am Dorfplatz werden vor dem Feuerwehrhaus die Fahnen des Karnevalvereins gehisst. Die feierliche Prinzenkrönung mit einem Prinzenpaar, das jedes Jahr neu gewählt wird, findet im Karnevalshaus statt. Für Rentner gibt es die Rentnerkarnevalsfeier. In der darauffolgenden Woche findet der Kostümball ebenfalls im Karnevalshaus statt, genauso wie der Kinderkarneval und der am Abend stattfindende Rot-Weiß-Ball. Am Rosenmontag wird der Rosenmontagsumzug von Groß Ammensleben nach Gutenswegen veranstaltet. Mit mehreren Hundert Besuchern und über 30 Umzugswagen ist der Umzug der Höhepunkt der Saison und die größte Veranstaltung im Ort. Nach dem Umzug ist die Festmeile in der Teerstraße geöffnet. Der Aschermittwoch ist der Abschluss der Karnevalssaison.
- Am 30. April wird am Sportplatz ein Maifeuer von der Freiwilligen Feuerwehr Gutenswegen veranstaltet, welches aus Holz besteht, das von den Anwohnern angehäuft wird. Es wird dort in den Mai hinein gefeiert.
- Das Fest der Kita Villa Kunterbunt, ehemalig Gänseblümchenfest, wird jährlich Mitte Juni in der Kindertagesstätte „Villa Kunterbunt“, vorher Kindertagesstätte „Gänseblümchen“, gefeiert.
- Anfang September findet das Radwegfest auf dem Radweg Gutenswegen–Groß Ammensleben statt.
- Eine feste Tradition wurde das Oktoberfest der Vereine welches Ende September/Anfang Oktober gefeiert wird. Mit dem Faßbieranstich beginnt somit ein feierliches Wochenende, welches in kleiner Anlehnung an das Münchner Oktoberfest zelebriert wird.
- Das Winzerfest wird im Oktober gefeiert und ist vom Gesangsverein „Deutscher Sinn von 1862“ veranstaltet.
- Vereinsübergreifend ist der traditionelle Weihnachtsmarkt auf dem Dorfplatz, welcher im Dezember stattfindet.

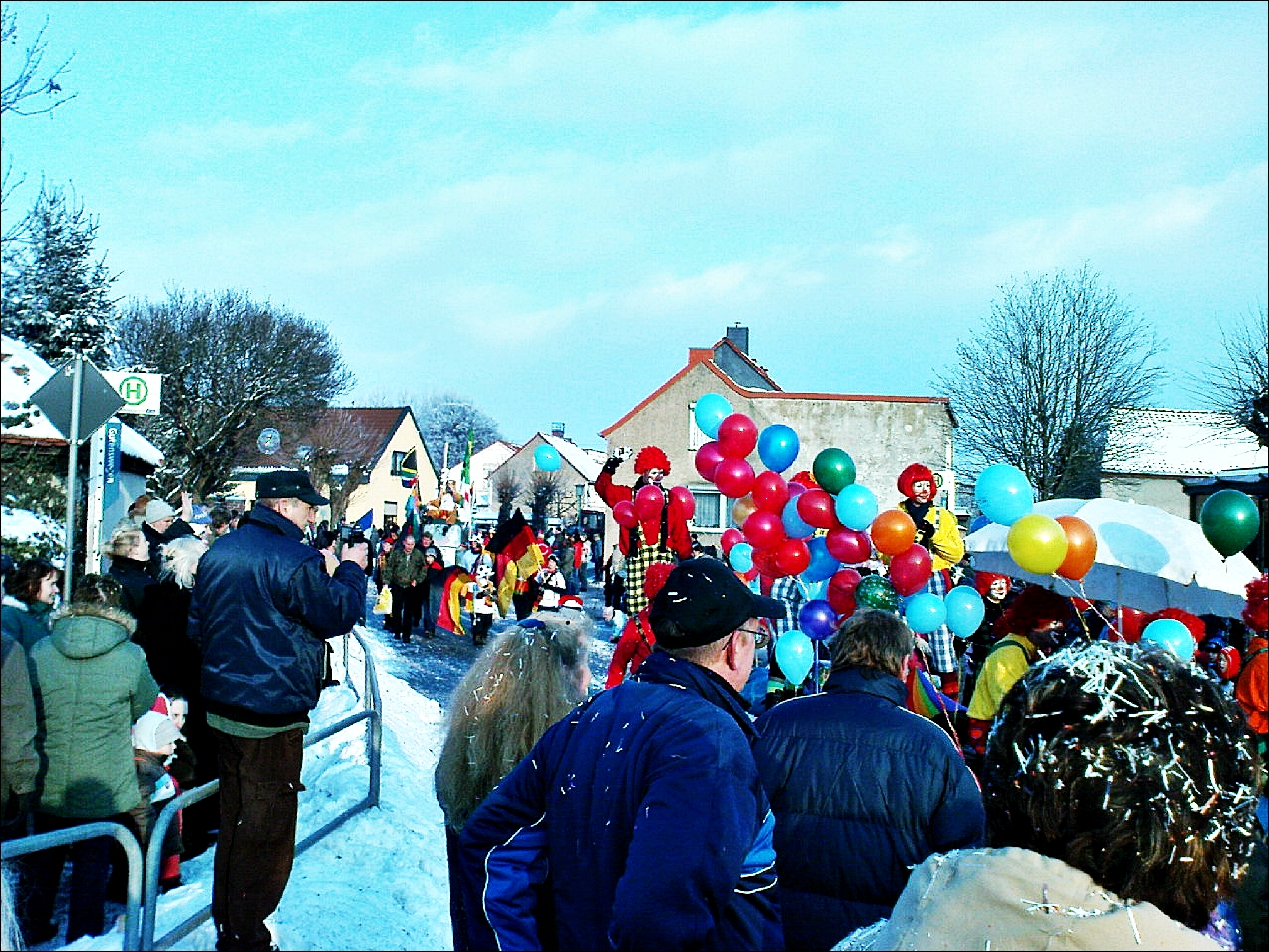
Rosenmontagsumzug Gutenswegen 2010
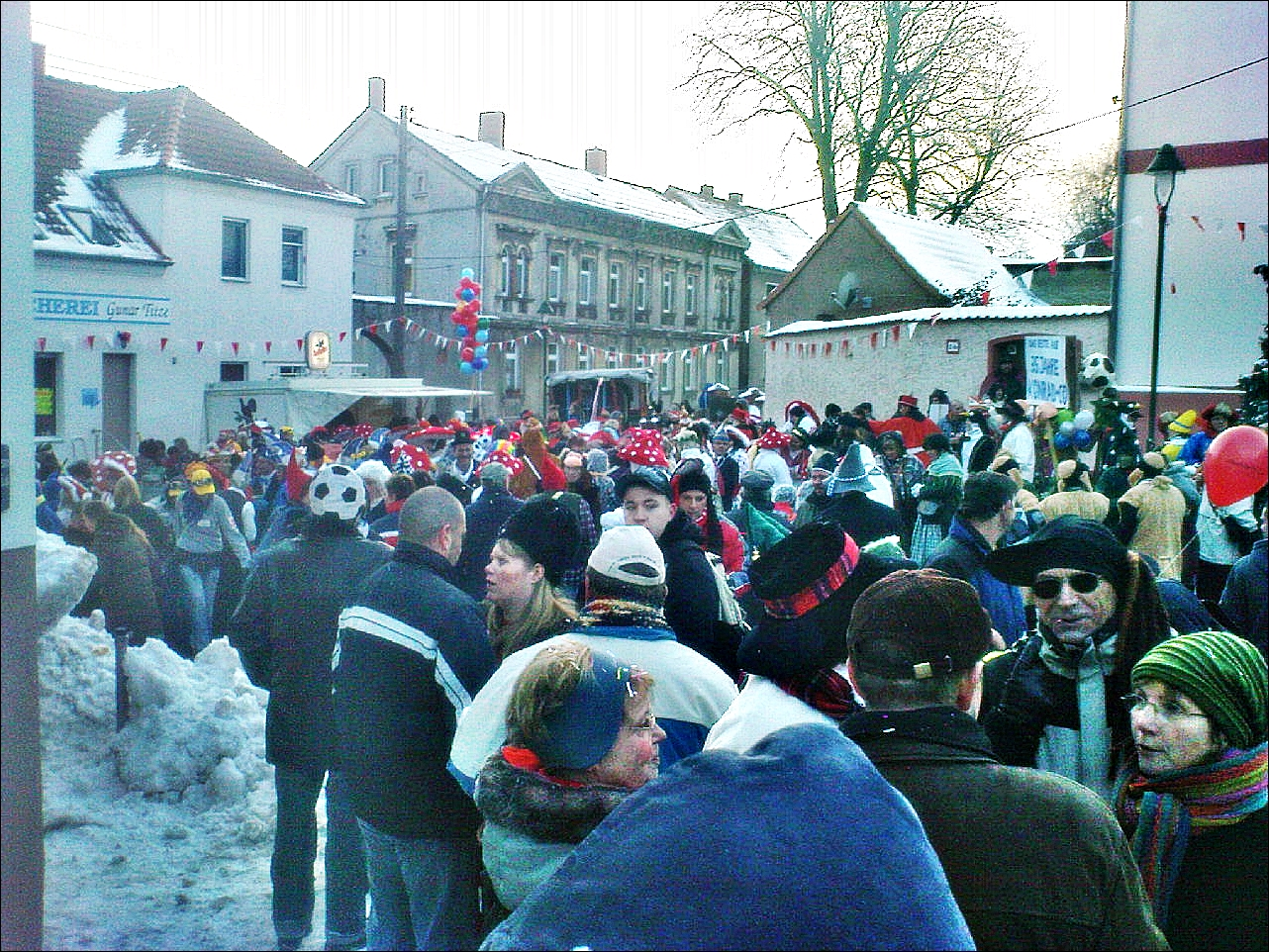
Festmeile in der Teerstraße 2010
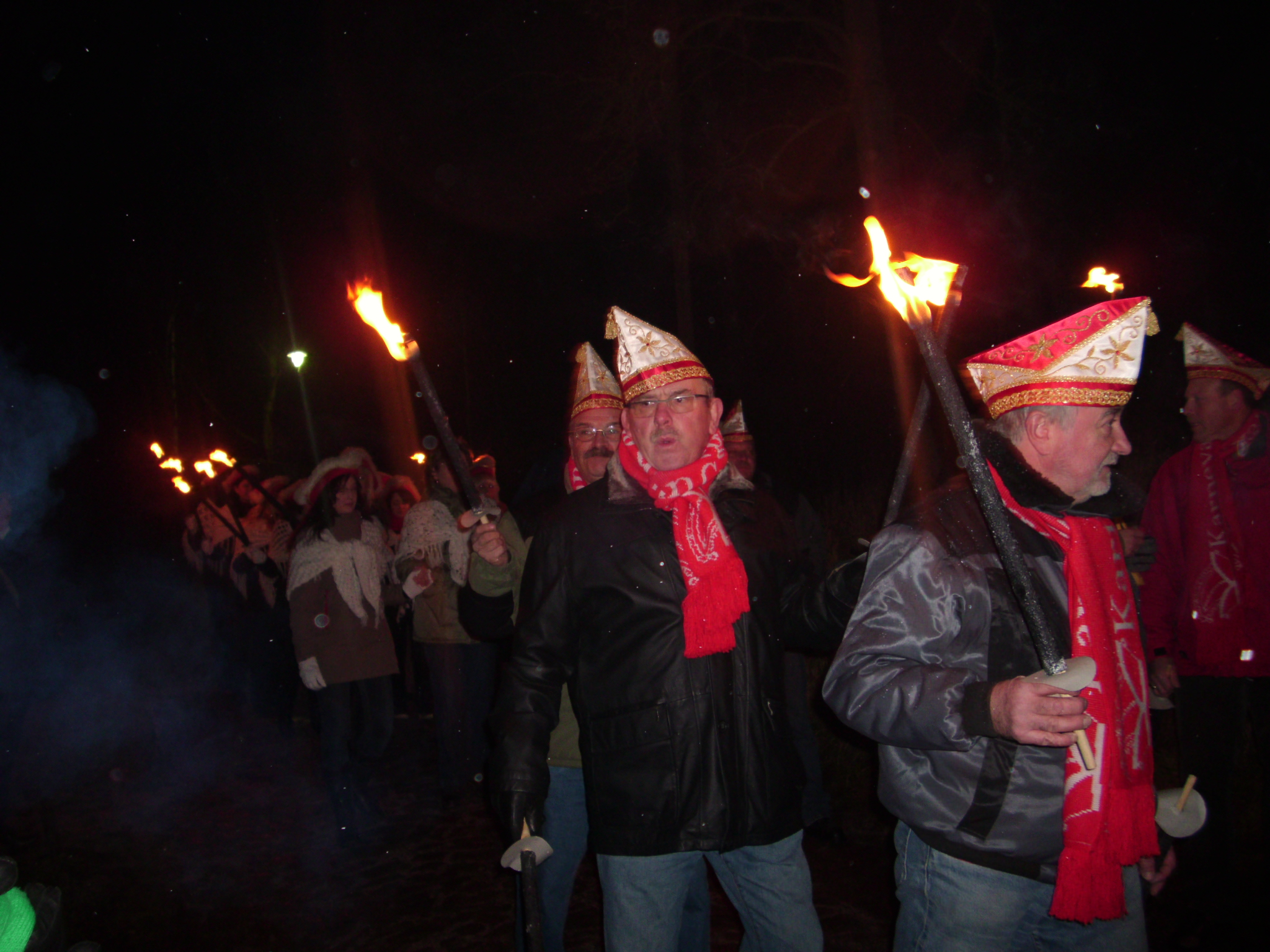
Fackelumzug Gutenswegen 2009

### Sehenswürdigkeiten

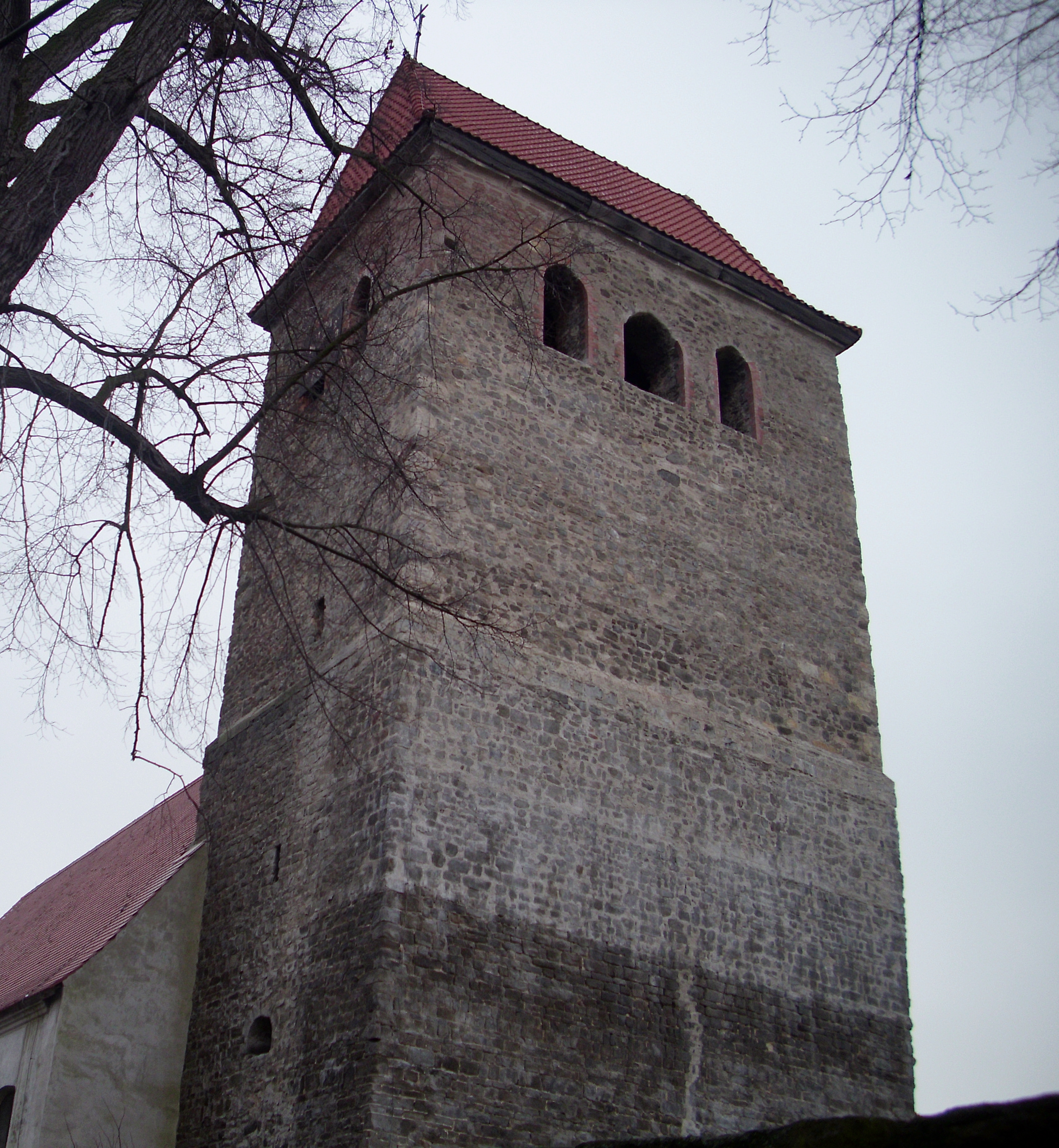
Kirchturm der Dorfkirche

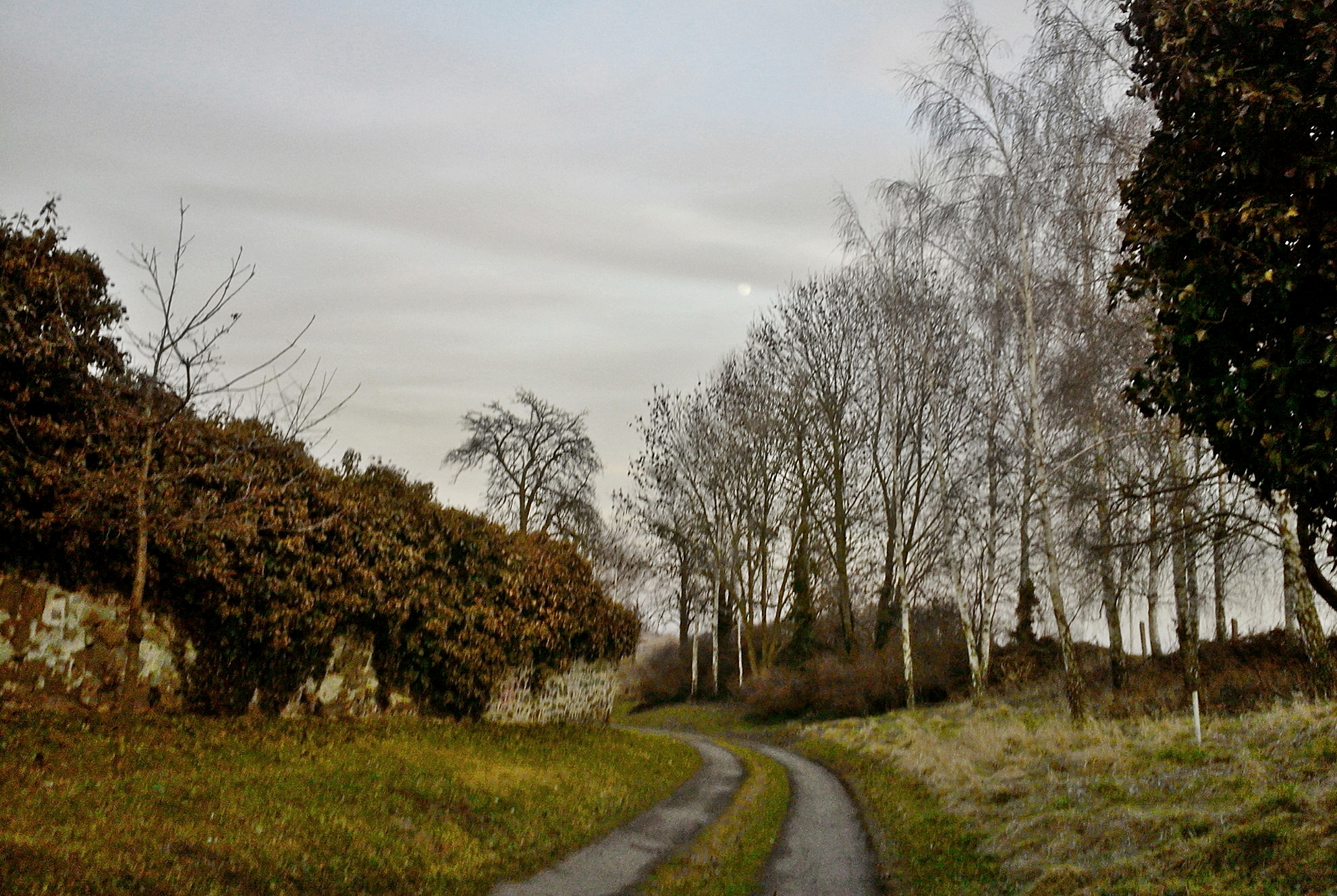
Teil der Dorfmauer

Im Süden des Dorfes befindet sich die auf einem Hügel die Dorfkirche „St. Katharina“ (Patronat beim Stift St. Sebastian in Magdeburg), welche eine flachgedeckte Saalkirche mit Apsis ist. Die ältesten Teile der Kirche stammen aus dem Ende des 12. Jahrhunderts, erstmals erwähnt wurde sie erst 1322 durch den Pfarrer Gebhard. Andere Teile, wie der romanische Westquerturm, kamen später im 13. Jahrhundert bis 16. Jahrhundert dazu. Das Kirchenschiff wurde 1771 umfassend umgebaut, 1888 wurde die Halbrundapsis angebaut und die Kirche von innen künstlerisch angemalt. Aus dieser Zeit stammen auch der Altar, das Kruzifix, der Taufständer, die Kanzel, das Lesepult und Nummerntafeln, seinerzeit angefertigt in der Werkstatt des Holzbildhauers Gustav Kuntzsch, Wernigerode. In einem halleschen Museum befinden sich fünf wertvolle Holzfiguren aus der Gutensweger Kirche.
In der Nachkriegszeit und in der Zeit der DDR verfiel der Kirchenbau beständig. Die Kirchengemeinde hatte sinkende Mitgliederzahlen. Der Orkan Quimburga Mitte November 1972 brachte das Dach der Kirche zum Einsturz. Aus Mitteln des Pfarrhausverkaufs wurden 1992 das Dach des Schiffes und des Turmes erneuert. Der Turm der Kirche erhielt die nach Vorlage des Originals (von 1888) von Ulrich Behns aus Klein Ammensleben neu gefertigte Wetterfahne wieder. Sie stellt „Georg der Drachentöter“ zu Pferde mit Lanze bei seinem namensgebenden Tun dar. Entworfen wurde die Wetterfahne vom als Brockenmaler bekannt gewordenen Adolf Rettelbusch.
Bis 2003 wurde die Kirche beständig saniert. Dabei wurden ein auf den Wänden des Kirchenschiffes aufgelegter Ringanker gesetzt, der Außenputz des Kirchenschiffes erneuert, der Dachstuhl des Schiffes incl. der Apsis als Nagelplattenbinderkonstruktion neu erstellt und mit Biberschwanzziegeln gedeckt sowie neue bleiverglaste Fenster eingesetzt.
Der Boden sowie die Gewölbe im Turm wurden in Eigeninitiative erneuert. Daher können wieder Gottesdienste und Konzerte stattfinden. Trotzdem ist die Kirche vom Verfall bedroht. Die Westseite des Turmes, insbesondere die Verfugung, war lange noch lädiert, bis sie 2010 dann teilweise durch Neuverfugung im Bereich der oberen zwei Drittel gesichert wurde. Hierbei wurden auch zwei Nisthöhlen in die Turmfassade eingefügt. Zudem gab es neue Schallluken und ein neues Zifferblatt für die Uhr.

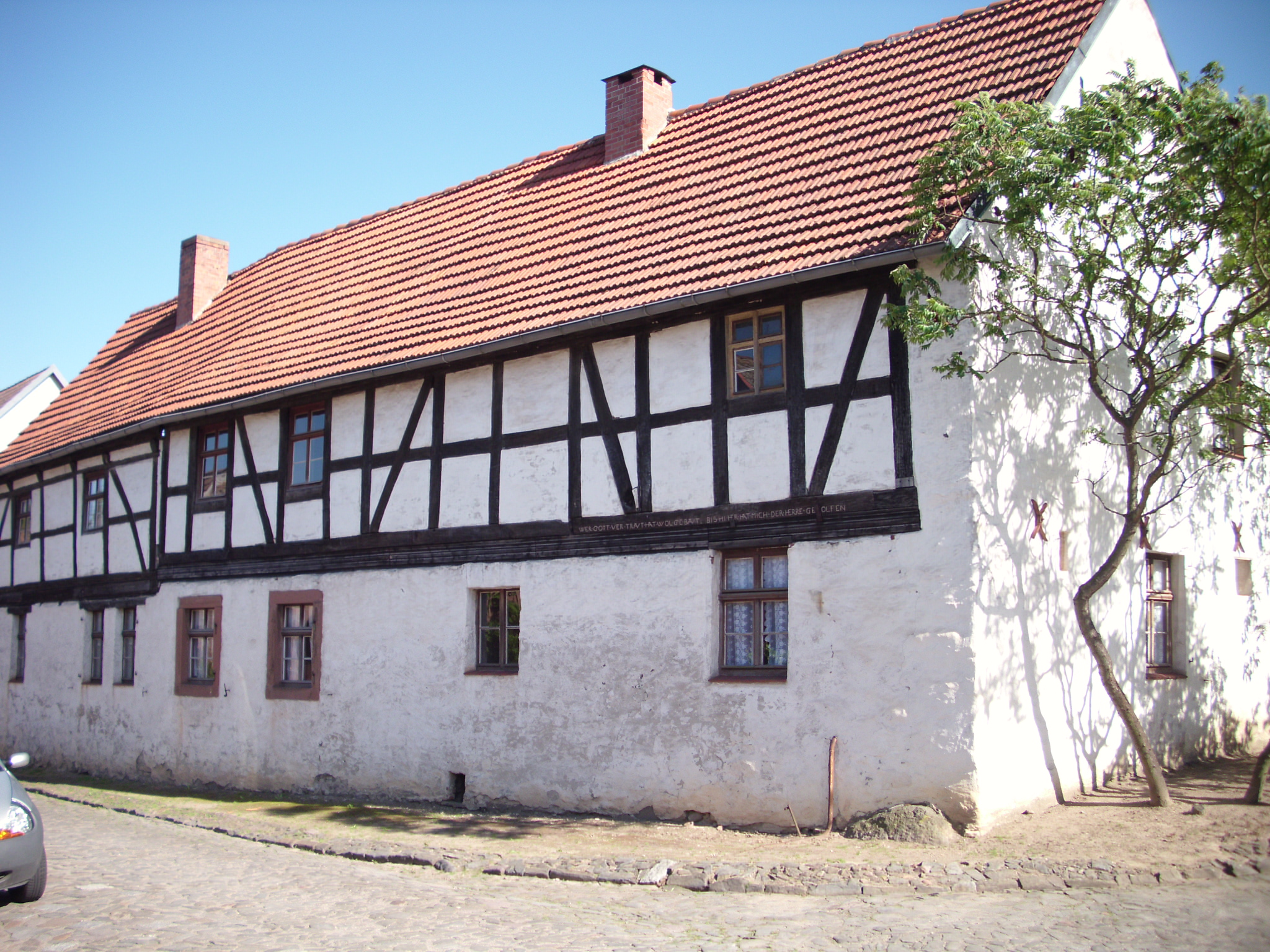
Fachwerkhaus am Kirchenberg, Inschrift: „WER GOTT VERTRAUT HAT WOLGEBAUT – BIS HIER HAT MICH DER HERRE GEHOLFEN“

Die etwa 2 Meter hohe Dorfmauer von Gutenswegen, die den Ort früher schützte, ist heute noch an vielen Stellen auf erheblicher Länge sichtbar, unter anderem am Gänseberg. Einige Abschnitte wurden durch die Eigentümer der hinterliegenden Grundstücke liebevoll restauriert.
Südlich der Ortschaft gibt es ein Flächenhaftes Naturdenkmal, das „Laubmischwald-Quellgebiet“. Hauptsächlich gibt es dort Rotbuchen und Eschen. Im Süden und Westen des Gebietes befinden sich zwei Quellen. Die Krautschicht beinhaltet seltene Pflanzenarten, z. B. das Große Zweiblatt oder die Breitblättrige Stendelwurz. Entlang des Bachtälchens haben sich ein Röhricht und eine Ruderalvegetation gebildet. Da solche Feuchtgebiete und natürliche Quellbereiche nur noch selten in Deutschland, vor allem in der Magdeburger Börde, anzutreffen sind, wurde dieses Gebiet geschützt.
Das ehemalige Gutshaus der Familie Riecke, erbaut 1888/1889, befindet sich derzeit in der Nutzung als Bürgerhaus von Gutenswegen. Zwischenzeitlich wurde es zuerst als Betriebshaus, nach 1945 durch die sowjetische Kommandantur sogar als Bürogebäude der Maschinen-Ausleihe-Station, Maschinen-Traktoren-Station und Reparatur-Traktoren-Station genutzt. 1971 zog dann der Kindergarten in die Räumlichkeiten des Gebäudes ein, 1994 eine Außenstelle der Arztpraxis Groß Ammensleben und das Büro des Bürgermeisters. Sitzungen des Ortschaftsrates finden ebenso im Gebäude statt. Der obere Teil des Gebäudes, ein großer Saal mit Holztäfelungen, Deckenmalerei und Bleiglasfenstern, wird für Feierlichkeiten und andere Veranstaltungen genutzt.
Über das gesamte Dorf verteilt sind ebenfalls Gebäude, die im 19. oder 20. Jahrhundert erbaut wurden. Die meisten von ihnen sind restauriert. Beispiele sind die Turnhalle oder das Gemeindehaus. Der berühmte „Wotanshof“ ist ein denkmalgeschützter, sanierter Vierseitenhof und ist etwa 250 Jahre alt. Er war ehemals Besitz der begüterten Gutensweger Familie Schneidewindt. Es ist der Treffpunkt des Heimat- und Kulturvereins, außerdem kommt zweimal im Jahr eine Brassband aus Dresden dorthin, um vor der Kulisse zu proben.

#### Gedenkstätten

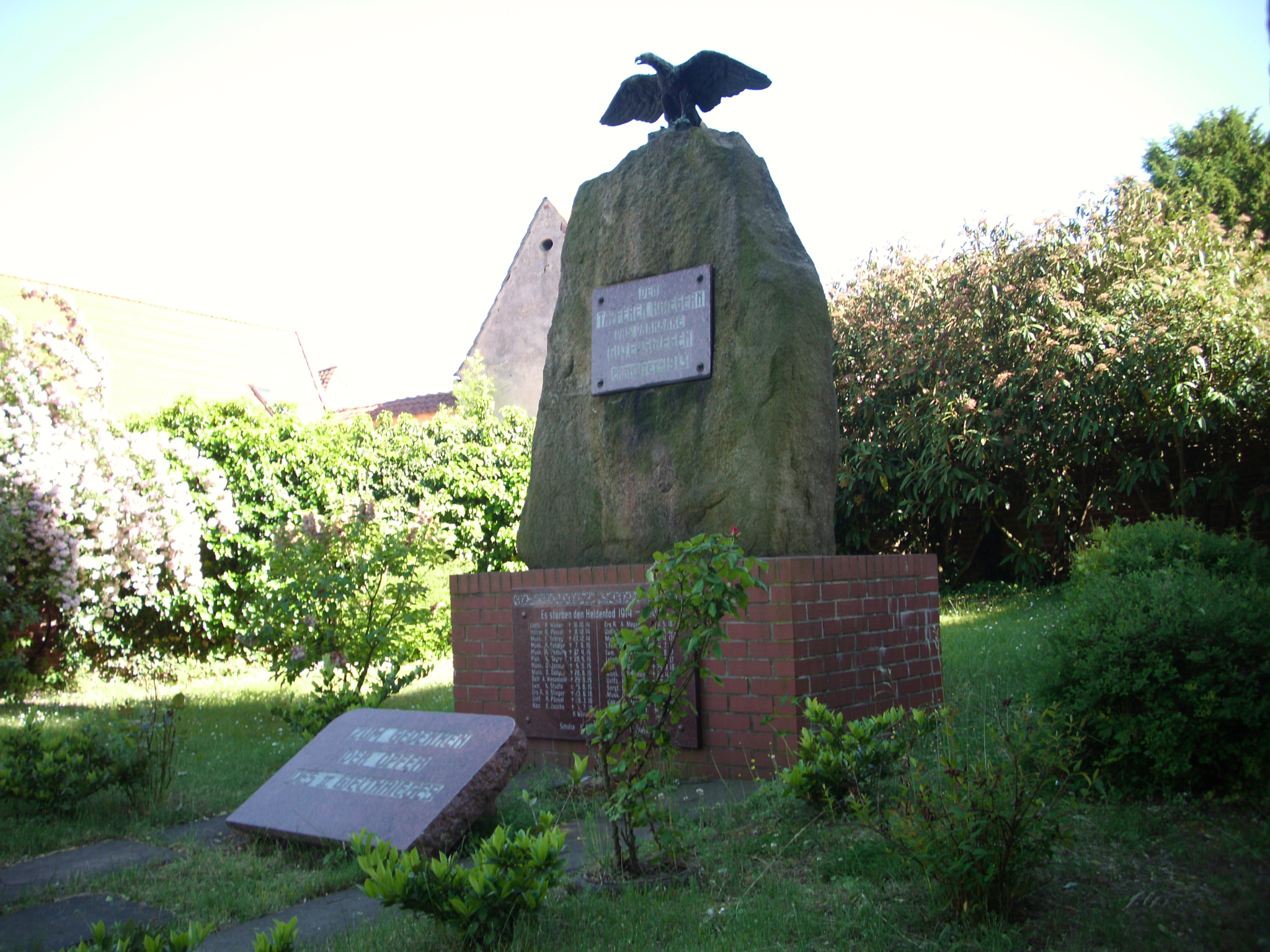
Kriegs-Gedenkstätte nahe der Kirche

In der Nähe der Dorfkirche „St.Katharina“ befindet sich eine Gedenkstätte für die Opfer und Soldaten des Ersten Weltkrieges und eine weitere Gedenkstätte für die des Zweiten Weltkrieges aus Gutenswegen. Ebenfalls an der Kirche befindet sich das Grab des Pastors Eduard Steinbrecht (1812–1881) aus Gutenswegen.
Auf dem Ortsfriedhof befinden sich die Gräber von drei Zwangsarbeitern aus Polen und Jugoslawien, die während des Zweiten Weltkrieges nach Deutschland verschleppt und Opfer von Zwangsarbeit wurden.

## Wirtschaft und Infrastruktur

### Wirtschaft
Um 1820 gab es im Ort große Hofwirtschaften mit industriellen Methoden der Landwirtschaft. Es wurde zunächst dezentral auf solchen Hofwirtschaften gearbeitet, aber ab 1860, also nach Beginn der Industrialisierung im Ort im 19. Jahrhundert, begann ein intensiver Ausbau der technischen Ausstattung. Es entstanden die ersten Silos an der Darre. Nach der Wende war eine Umstrukturierung der Landwirtschaft nötig. Die LPG Tierproduktion als größter Arbeitgeber wurde aufgelöst. Übrig blieb die LPG Pflanzenproduktion, heute DAWA-Agrar GmbH Stützpunkt Gutenswegen. Der Primärsektor ist dank der Landwirtschaft und den großen umliegenden Feldern mit fruchtbarem Boden relativ groß und wichtig. In der Ortschaft sind mehrere Klein- und Mittelunternehmen des Sekundär- und Tertiärsektors angesiedelt.

### Öffentliche Einrichtungen

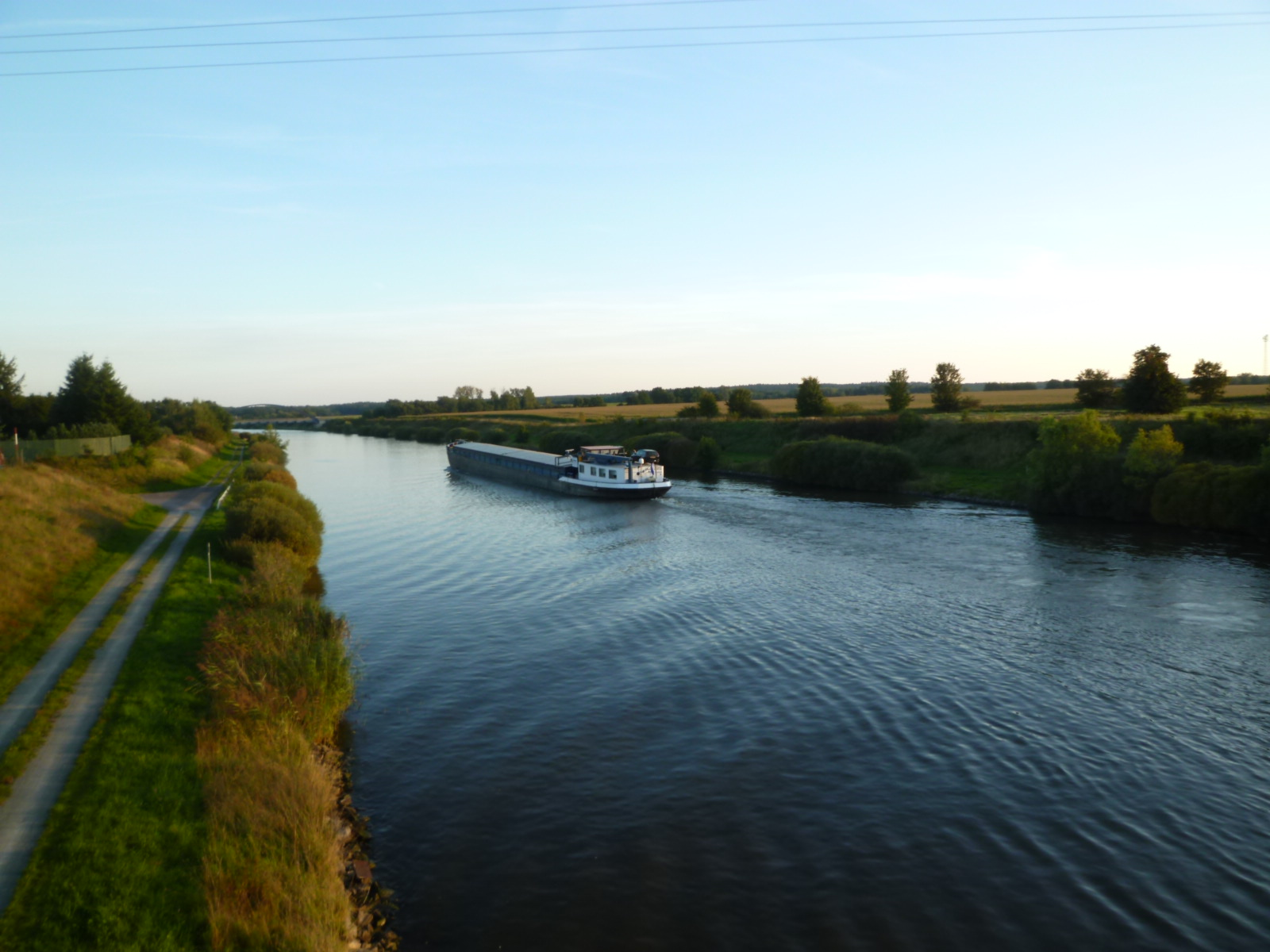
Der Mittellandkanal

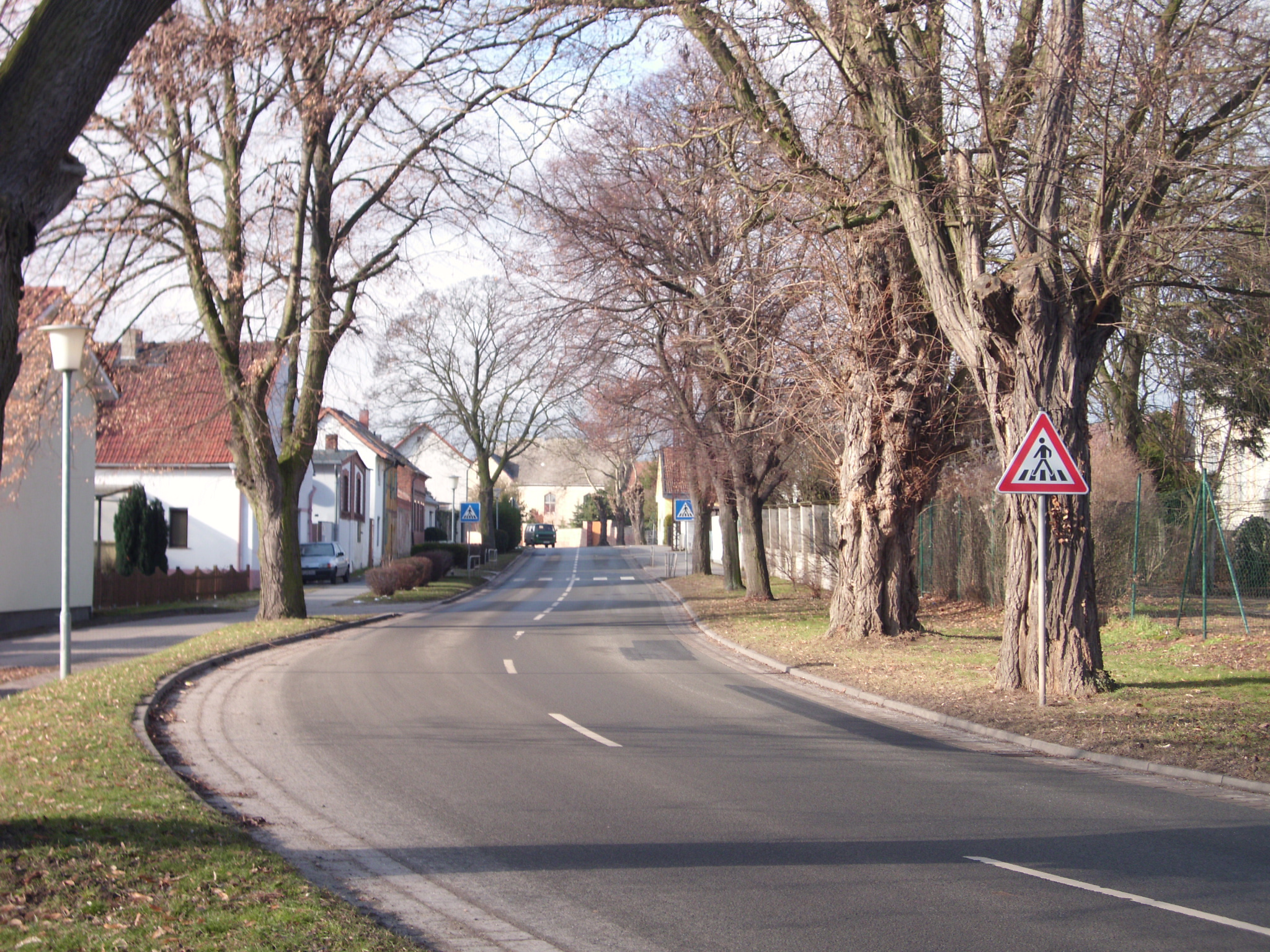
Groß Ammensleber Weg (L44)

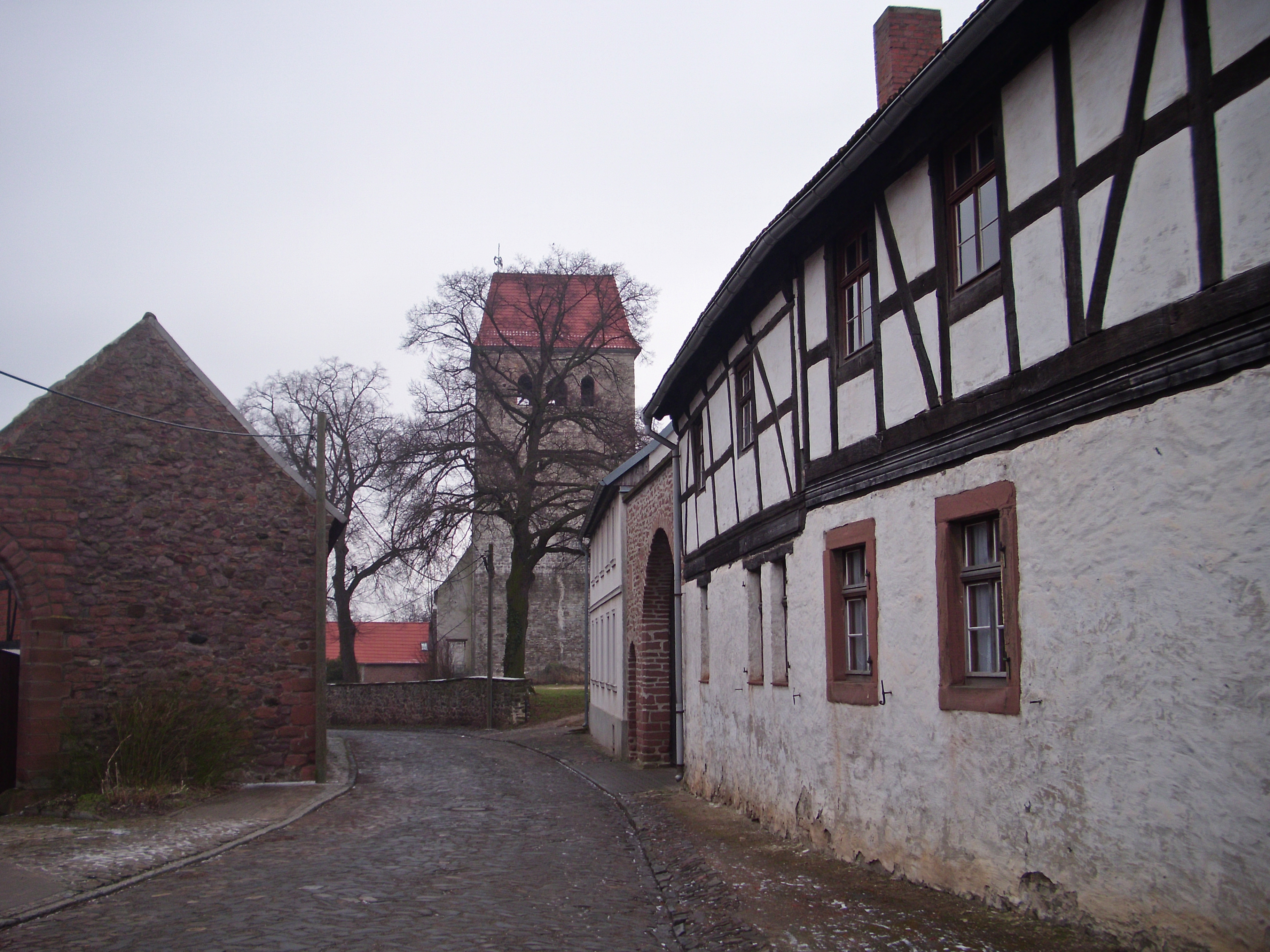
Am Kirchenberg

- „Gemeindehaus Gutenswegen“: Es ist der Sitz des Ortsbürgermeisters von Gutenswegen. Im oberen Teil des Hauses sind größere Veranstaltungsräume, die vermietet werden. Nach Auszug der Kindertagesstätte „Villa Kunterbunt“ steht das Gebäude 2024 zum Verkauf.
- Die Kindertagesstätte „Villa Kunterbunt“ befand sich bis 2023 im „Gemeindehaus Gutenswegen“. Die volle Ausschöpfung der Kindertagesstätte lag bei 51 Kindern. (Stand: 2010) Früher hieß sie „KITA Gänseblümchen“.
- Ehemalige Grundschule „Astrid Lindgren“: Die „Villa Schneidewindt“, zu DDR-Zeiten die Polytechnische Oberschule Karl Marx, später dann  Grundschule Astrid Lindgren, ist seit 2010 geschlossen. Dafür wurde die Grundschule in Dahlenwarsleben ausgebaut. Auf dem Hof der alten Grundschule befindet sich eine Turnhalle, eine Werkstatt, ein Schulgarten und ein kleiner Park mit Steingarten. Im November 2011 wurde letztlich beschlossen das Gebäude als Ortschaftszentrum weiter zu nutzen. In dem Gebäude sollte sich nach dem Prinzip eines Mehrgenerationenhauses die Kindertagesstätte wiederfinden, ein Bürgerhaus entstehen, sowie ein Jugendclub. Außerdem sollten einige Vereine wie der Chor unter ein Dach gebracht werden. Die Umbauten sollten 3,5 Millionen Euro kosten.[7]                                                                                 Die Realisierung des ambitionierten Projektes erfolgte nicht. Das Gebäude wurde in private Hand verkauft.

### Verkehrsanbindung

#### Schifffahrt
Die Gemeinde Niedere Börde, zu der Gutenswegen gehört, liegt am Mittellandkanal, der die Gemeinde von Ost nach West durchquert. Gutenswegen liegt dabei nur in der Nähe des Kanals. Ein Umschlaghafen befindet sich am nahegelegenen Industriegebiet in Vahldorf.

#### Eisenbahn
Die nächstgelegenen Nahverkehrszugs-Haltepunkte sind Groß Ammensleben und Vahldorf an der Bahnstrecke Glindenberg–Oebisfelde. Im Stundentakt verkehren dort Züge zwischen Magdeburg und Wolfsburg.

#### Straßenverkehr
In der Nähe verlaufen die Bundesautobahn 14 und die Bundesstraße 71. Ein Ausbau der BAB 14 in Richtung Schwerin ist geplant. Südlich der Gemeinde führt die Bundesautobahn 2 von Berlin nach Hannover. Die Landeshauptstadt Magdeburg ist über die B 71 und die BAB 14 zu erreichen. Die Landesstraße 44 verläuft durch Gutenswegen und durch andere Ortschaften der Niederen Börde. Gutenswegen wird auf zwei Buslinien von der BördeBus Verkehrsgesellschaft angefahren.
Das Straßennetz in Gutenswegen ist noch durch viele Kopfsteinpflasterstraßen geprägt. In den letzten Jahren wurden einige Straßen erneuert.
Im August 2013 ist zwischen Gutenswegen und Groß Ammensleben der seit einigen Jahren geplante Fahrradweg fertiggestellt und eröffnet worden. Die Kosten für den rund 1700 Meter langen Radweg beliefen sich auf etwa 242.000 Euro.

### Medien
Als Tageszeitung erscheint in Gutenswegen die Magdeburger, Haldensleber oder Wolmirstedter Volksstimme. Der General-Anzeiger erscheint 2-mal wöchentlich als Wochenzeitung. Ebenfalls erscheinen der Haldensleber und Wolmirstedter Sonntag und der ohre kurier jeweils einmal wöchentlich. Monatlich erscheint der Kulturspiegel der Niederen Börde, die Zeitung der Gemeinde. Sie enthält auch das Amtsblatt der Niederen Börde.

## Personen

### Im Ort geboren
- Eduard Steinbrecht (1812–1881), Pastor in Gutenswegen
- Johann Andreas Druckenbrodt (1837–1892), Guts- und Fabrikbesitzer
- Christian Andreas Wilhelm Truckenbrodt (1852–1910), deutscher Unternehmer, Amtsrat
- Werner Herzig (* 1928), Kommunalpolitiker und Oberbürgermeister von Magdeburg

### Mit dem Ort verbunden
- Friedrich Wilhelm Andreas Rauch (1871–1952), Mundartdichter, lebte von 1898 bis 1907 als Inspektor in Gutenswegen, ab 1920 bis zu seinem Tode auf eigenem Hof in Gutenswegen
- Gisela Perlet (1942–2010), Übersetzerin skandinavischer Literatur, verbrachte ihre Kindheit in Gutenswegen, wurde im Februar 2011 in Gutenswegen beigesetzt